# Brosjön
Brosjön este o arie protejată (arie specială de conservare — SAC, sit de importanță comunitară — SCI) din Suedia întinsă pe o suprafață de 142,4 ha, integral pe uscat.

## Localizare
Centrul sitului Brosjön este situat la coordonatele 59°10′49″N 17°47′19″E / 59.1802°N 17.7886°E.

## Înființare
Situl Brosjön a fost declarat sit de importanță comunitară în ianuarie 1998 pentru a proteja 2 specii de animale. Situl a fost protejat și ca arie specială de conservare în martie 2011.

## Biodiversitate
Situată în ecoregiunea boreală, aria protejată conține 4 habitate naturale: Mlaștini turboase de tranziție și turbării mișcătoare, Taiga vestică, Păduri caducifoliate de mlaștină fino-scandinave, Păduri de conifere pe eskere fluvioglaciare sau legate la acestea.
La baza desemnării sitului se află mai multe specii protejate:
- nevertebrate (1): libelule (Leucorrhinia pectoralis)
- pești (1): zvârluga (Cobitis taenia)